# Hellenic Football League (angol labdarúgó-bajnokság)
A Hellenic Football League egyike az angol labdarúgó-bajnokságok kilencedik, illetve tizedik osztályába tartozó szervezeteinek. Berkshire, Buckinghamshire, Gloucestershire, Hampshire, Herefordshire, London, Northamptonshire, Oxfordshire valamint Wiltshire megyéinek csapatait csoportosítja három ligába.

## Története
A bajnokságot 1953-ban hozták létre. Az amatőr státuszban működő ligához 2001-ben a Chiltonian League csatlakozott, 2007-ben pedig a Banbury District and Lord Jersey FA veterán bajnokságait olvasztotta magába.

## A bajnokság rendszere

A Hellenic League rózsaszínnel jelölve

Legfelsőbb osztálya a Premier Division, amely alatt a tizedik osztályt képviselő, Division One helyezkedik el, keleti (East) és nyugati (West) csoportokra osztva.
A divíziók összesen 50 klub részvételét biztosítják a ligában, azonban az angliai bajnokságok többségével ellentétben Tartalék és Veterán versenysorozatokkal is rendelkezik, melyek további 45 együttest számlálnak.
Mindegyik részt vevő két alkalommal mérkőzik meg ellenfelével.
A győztes 3 ponttal lesz gazdagabb, döntetlen esetén 1 pontot kap mindkét csapat, a vereségért nem jár pont.
Premier Division: 
A bajnokság első helyezettje a következő évben a Southern League D1 Central vagy South & West résztvevőjeként szerepelhet. Az utolsó három helyezett a másodosztály (Division One East/West) sorozatában folytathatja.
Division One:
Az első három helyezett az HL első osztályában (Premier Division), míg a kieső csapatok a Gloucestershire County Football League, Oxfordshire Senior Football League, Thames Valley Premier Football League és a Wiltshire Football League bajnokságaiban folytatják a következő szezonban.

## A liga korábbi elnevezései
- 1953–1956:  Premier Division
- 1956–1971:  Premier Division,  Division One
- 1971–1972:  Premier Division,  Division One A, Division One B
- 1972–2000:  Premier Division,  Division One
- 2000–napjainkig:  Premier Division,  Division One East, Division One West

## Külső hivatkozások
- Hivatalos honlap
- RSSSF